# Gerhard-Fieseler-Werke

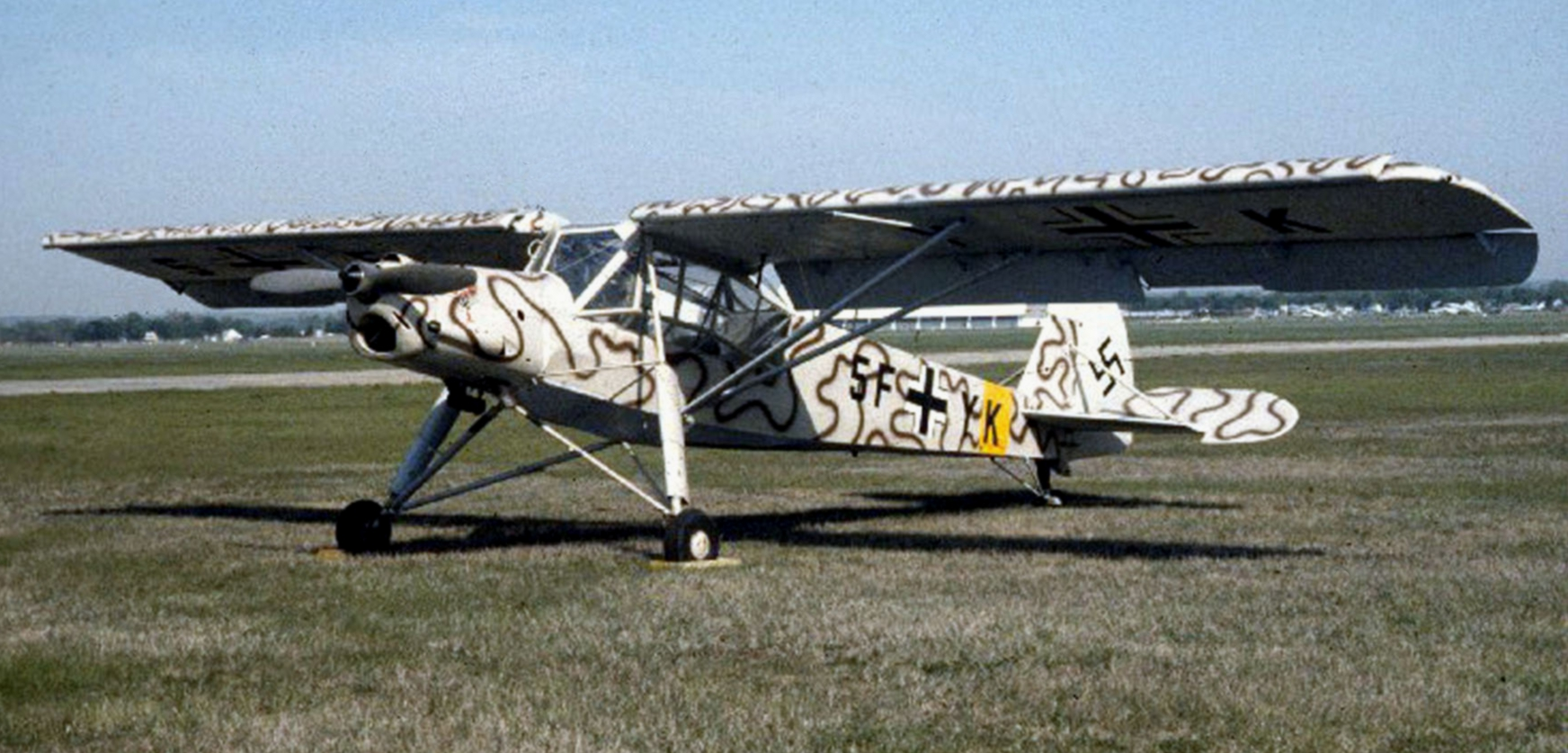

La Gerhard-Fieseler-Werke GmbH, citata anche semplicemente come Fieseler-Werke e Fieseler, fu un'azienda aeronautica tedesca fondata negli anni trenta dal pilota acrobatico ed asso della prima guerra mondiale Gerhard Fieseler.
L'azienda, con sede a Kassel e che fino al 1º aprile 1939 operò con la ragione sociale Fieseler Flugzeugbau, fu attiva nello sviluppo e produzione di velivoli destinati al mercato civile dell'aviazione generale, nonché di aerei militari e di sistemi d'arma utilizzati dalla Luftwaffe durante la seconda guerra mondiale, tra cui il monomotore STOL Fieseler Fi 156 "Storch" e la bomba volante autopropulsa Fieseler Fi 103, più nota come V1.

## Produzione
| Designazione    | Nome          | Ruolo                                              | Quantità     |
| --------------- | ------------- | -------------------------------------------------- | ------------ |
| Fieseler F 1    | Tigerschwalbe | aereo acrobatico                                   | 1            |
| Fieseler F 2    | Tiger         | aereo acrobatico                                   | 1            |
| Fieseler F 3    | Wespe         | aereo da turismo sportivo                          | 3            |
| Fieseler F 4    |               | aereo da turismo sportivo                          | 2            |
| Fieseler F 5    |               | aereo da turismo sportivo e da addestramento       | 51           |
| Fieseler F 6    |               | aereo da turismo sportivo e da addestramento       | 1            |
| Fieseler Fi 97  |               | aereo da turismo sportivo                          | 5            |
| Fieseler Fi 98  |               | bombardiere in picchiata                           | 3            |
| Fieseler Fi 99  | Jungtiger     | aereo da turismo sportivo                          | 1            |
| Fieseler Fi 103 | V1            | bomba volante                                      | circa 35 000 |
| Fieseler Fi 156 | Storch        | aereo da osservazione, ricognizione e collegamento | 2 867        |
| Fieseler Fi 157 |               | aeromobile a pilotaggio remoto                     | 3            |
| Fieseler Fi 158 |               | aereo da primato                                   | 1            |
| Fieseler Fi 166 |               | progetto di caccia intercettore                    | -            |
| Fieseler Fi 167 |               | aerosilurante                                      | 14           |
| Fieseler Fi 168 |               | aereo da attacco al suolo                          | -            |
| Fieseler Fi 253 | Spatz         | aereo da turismo sportivo                          | 6            |
| Fieseler Fi 256 |               | aereo da osservazione, ricognizione e collegamento | 6            |
| Fieseler Fi 333 |               | progetto di aereo da trasporto militare            | -            |

### Su licenza
| Designazione | Nome | Ruolo | Quantità |
| ------------ | ---- | --- | -------- |
| Bf 109       |      | aereo da caccia (solo il Bf 109 T espressamente progettato per essere utilizzato sulla portaerei Graf Zeppelin) |          |
| Fw 190       |      | aereo da caccia                                                                                                 |          |